# Biotopo Laghetto di Gargazzone
Il Biotopo Laghetto di Gargazzone è un'area naturale protetta del Trentino-Alto Adige istituita nel 1997.
Occupa una superficie di 1,29 ha a Gargazzone nella provincia autonoma di Bolzano.